# Nemeritis lativentris
Nemeritis lativentris är en stekelart som beskrevs av Thomson 1887. Nemeritis lativentris ingår i släktet Nemeritis och familjen brokparasitsteklar. Arten är reproducerande i Sverige. Inga underarter finns listade i Catalogue of Life.